# Basal
Basal (horvátul: Bašalija) község Baranya vármegyében, a Szigetvári járásban.

## Fekvése
Szigetvár északi szomszédságában fekszik, attól 6, Pécstől 40 kilométerre. Zsáktelepülés, mert közigazgatási területének nyugati szélén elhalad ugyan a Szigetvár-Kadarkút közti 6607-es út, lakott területei csak az ebből kelet felé kiágazó 1,6 kilométer hosszú 66 123-as úton érhetőek el.

## Története
Nevét fennmaradt oklevelek 1217-ben említetik először; Basal akkor a Győr nemzetség ősi birtoka volt, melyet Endes fia Péter szerzett meg, de birtokrésze volt a településen Endes Péter nevű testvére leányának, Jechának is, aki a maga részét 1231 előtt sógorának, Monoszlai Makár fiának eladta.
A Győr nemzetség a tatárjárás után elveszítette basali birtokait, amelyeket a Rátót nemzetség szerzett meg, de Endes fia Péter utóda, Ábrány fia Szenterzsébeti László 1302-ben unokaöccsével, György fia Szehénnel visszaperelte őket a Rátót nemzetség pásztohi ágától.
1350-ben Ábrány fia László utóda, Szenterzsébeti Pál fia János birtokolta.
1360-ban, 1448-ban és 1453-ban Pata mezővároshoz tartozott.
1455-ben Marczali János a toldi pálosoknak hagyományozta, de 1464-ben már ismét a patai uradalom része volt.
Az 1556-os török hadjárat alkalmával Ali basa a babócsai harcok lezajlása után a község melletti hársfaerdőben ütött tábort, majd innen megtámadta, de nem tudta bevenni a Szigetvári várat, és az ostromot abbahagyva elvonult.
A török időkben sem néptelenedett el a falu, lakói ekkor is magyarok voltak.
Az 1660. évi pannonhalmi főapátsági tizedjegyzék szerint a székesfehérvári custosság és Kubinyi László birtoka volt, 1692-ben pedig Grabarics Péter volt a földesura.
1715-ben 9 háztartását írták össze. Ekkor Akai István birtoka volt, 1773-1776 között pedig Kubinyi Sándoré. A Kubinyi család tagjai közül Kubinyi Albert 1860-ig volt a falu birtokosa.
A 18. században horvát, majd a 19. században német családok is költöztek a településre.
Az 1950-es megyerendezéssel a korábban Somogy vármegyéhez tartozó települést a Szigetvári járás részeként Baranyához csatolták.

## Jelene
A faluban évente 3 nagyobb rendezvényt tartanak: októberben Országos Könyvtári napokat, augusztus utolsó szombatján falunapot, december 22-én pedig a basali gyerekek karácsonyi színdarabbal ajándékozzák meg a falu lakóit.
2015. november 7-én megalakult a nyugdíjas klub, amelynek jelenleg 19 tagja van. A klub keretében farsangi mulatságot, nőnapi bált, gyereknapot, kirándulásokat, fürdőfesztiválon való részvételt szerveznek.
2016 áprilisától hosszú szünet után ismét nyitva a templom, ahol 4 hetente istentiszteletet tartanak.
2017-ben 800 éves lett a falu. Januárban a nyugdíjas klub új nevet kapott: Basali Hársfavirág Nyugdíjas Klub lett a neve. 7 fővel Dalárda is alakult benne, melynek tagjai minden pénteken összejönnek énekelni. 2018 februárjában a Pécsi Kulturális Központban tartott Kodály maratonon is részt vettek.

## Közélete

### Polgármesterei
- 1990–1994: Herner András (független)[6]
- 1994–1998: Herner András (független)[7]
- 1998–2002: Herner András (független)[8]
- 2002–2006: Detrik László (független)[9]
- 2006–2010: Detrik László (független)[10]
- 2010–2014: Detrik László (független)[11]
- 2014–2019: Detrik László (független)[12]
- 2019–2024: Detrik László (független)[13]
- 2024– : Detrik László (független)[1]

## Népesség
A település népességének változása:
| Lakosok száma | 165  | 174  | 167  | 159  | 161  | 191  | 192  | 191  |
|               | 2013 | 2014 | 2015 | 2019 | 2021 | 2022 | 2023 | 2024 |

A 2011-es népszámlálás során a lakosok 97,7%-a magyarnak, 0,6% cigánynak, 0,6% horvátnak mondta magát (2,3% nem nyilatkozott; a kettős identitások miatt a végösszeg nagyobb lehet 100%-nál). A vallási megoszlás a következő volt: római katolikus 57,7%, református 28,6%, evangélikus 0,6%, felekezeten kívüli 6,3% (6,9% nem nyilatkozott).
2022-ben a lakosság 93,2%-a vallotta magát magyarnak, 5,8% cigánynak, 0,5% horvátnak, 1,6% egyéb, nem hazai nemzetiségűnek (6,3% nem nyilatkozott; a kettős identitások miatt a végösszeg nagyobb lehet 100%-nál). Vallásuk szerint 21,5% volt római katolikus, 12% református, 1,6% egyéb keresztény, 2,6% egyéb katolikus, 23,6% felekezeten kívüli (38,7% nem válaszolt).

## Nevezetességei
- Református temploma 1858-ban épült, 1902-ben újították fel. A református templomon a második világháború halottjainak tábláját 2010-ben felújították.
- Községi könyvtára 2008 óta működik. 500 db-os állománnyal rendelkezik. Három havonta új könyvekkel látják el a Csorba Győző Megyei Városi Könyvtár munkatársai. A könyvtár programokkal is várja a falubelieket. Könyvtárosa Neményiné Sárközi Karolina, aki 2012 februárjában segédkönyvtárosi bizonyítványt szerzett az önkormányzat támogatásával.
- 2010-ben a játszóteret pályázat keretében európai uniós szabvány szerint felújították.
- 2017. augusztus 26-án, a 800. évfordulón kopjafát állítottak, amelyen az 1848-49-es szabadságharc önkénteseinek és az 1918-tól 1921-ig tartó szerb megszállás idején üldözötteknek a neve olvasható.[forrás?]